# Bocchoris obliqualis
Bocchoris obliqualis là một loài bướm đêm trong họ Crambidae.